# Otton Lipkowski
Otton Lipkowski (Człuchów, 1907. szeptember 5. – Varsó, 1982. október 12.) lengyel gyógypedagógus, a pszichopedagógia jeles művelője.

## Kutatási területe
A nehezen nevelhető (deviáns) gyermekek rehabilitációjával és a gyógypedagógus-képzés kérdéseivel foglalkozott.

## Életpályája
Gyógypedagógiai intézetben végzett, s a Varsói Egyetemen doktorált. Több évtizeden át különböző gyógypedagógiai iskolákban dolgozott mint tanár és igazgató. 1956-1960 között a lengyel nevelésügyi minisztérium gyermekvédelmi és gyógypedagógiai részlegének vezetőjeként sokat tett a hátrányos helyzetű és sérült gyermekek ügyéért.
A Szkoł a Specjalna című folyóirat főszerkesztője. 1966-tól haláláig a varsói speciál-pedagógiai (gyógypedagógiai) tanárképző főiskola tanára, négy éven át igazgatóhelyettese. 1968 és 1982 közt tagja, majd elnöke volt az UNESCO Oktatási osztályának. A berlini Humboldt Egyetemmel és a magyar gyógypedagógusokkal is értékes szakmai együttműködést folytatott.

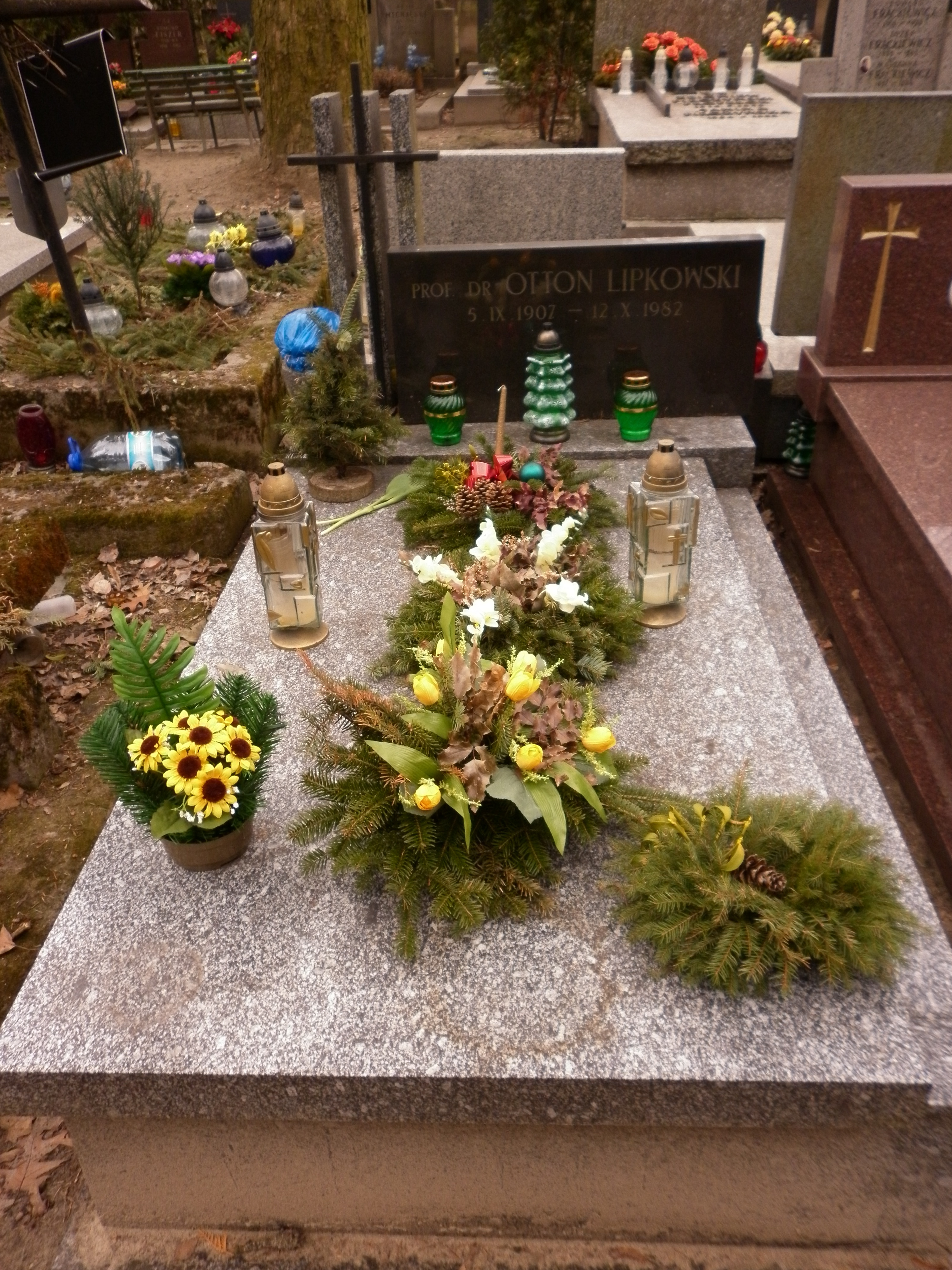
Sírja Varsóban

A Powazki katonai temető néven ismert varsói városi köztemetőben helyezték örök nyugalomra.

## Munkái (válogatás)
- Wychowanie dzieci spoSYMBOL 179 \f "Times East" ecznie niedostosowanych. Warszawa, 1966
- Dziecko spotecznie niedostosowane i jego resocjalizacja.(=A szociálisan deviáns gyermek és a rehabilitáció.) Warszawa, 1971
- Resocjalizacja.(=Rehabilitáció) Warszawa, 1976